# Boxe aux Jeux méditerranéens de 1991
Navigation
Édition précédente Édition suivante
Les compétitions de boxe anglaise de la 11e édition des Jeux méditerranéens se sont déroulées en juillet 1991 à Athènes, Grèce.

## Résultats

### Podiums
| Catégories                    | Or                      | Argent                 | Bronze                                |
| Poids mi-mouches (-48 kg)     | Mohamed Haioun          | Mohamed Zbir           | Rafael Lozano Panagiotis Tsamis       |
| Poids mouches (-51 kg)        | Soner Karagöz           | Abdellah Kouzbira      | Chiheh Yacine Ahmed Ben Hedhil Zay    |
| Poids coqs (-54 kg)           | Agathangelos Tsiripidis | Oscar Vega             | Mohamed Achik Mammadi Chargui         |
| Poids plumes (-57 kg)         | Ljubisa Simic           | Vahdettin İşsever      | Oscar Garcia Abdelhak Achik           |
| Poids légers (-60 kg)         | Kamal Marjouane         | Bruno Wartelle         | Ioannis Grigoreas Vincenzo Bevilacqua |
| Poids super-légers (-63,5 kg) | Mayen Khanji            | Michele Piccirillo     | Stéphane Cazeaux Ioannis Ioannidis    |
| Poids welters (-67 kg)        | Said Bennajem           | Mohamed Abdel Ghani    | Javier Martinez Adriano Offreda       |
| Poids super-welters (-71 kg)  | Gayath Tayfour          | Mustafa Ilir           | Kabary Salem Kadir Aydın              |
| Poids moyens (-75 kg)         | Ahmed Dine              | Dragomir Poleksic      | Dimitrios Motsakos Tommaso Russo      |
| Poids mi-lourds (-81 kg)      | Patrice Aouissi         | Roberto Castelli       | Abdel-Fattah Abdel-Base Jorge Sendra  |
| Poids lourds (-91 kg)         | Zeljko Mavrovic         | Georgios Stefanopoulos | M.A Ibrahim Mohamed Fabio Pignataro   |
| Poids super-lourds (+91 kg)   | Ahmed Abdine            | Mohamed Abdel Basel    | Ahmed Sarir Erdal Sarıkaş             |

### Tableau des médailles
| Place | Pays              | Médaille d'or | Médaille d'argent | Médaille de bronze | Total |
| ----- | ----------------- | ------------- | ----------------- | ------------------ | ----- |
| 1     | Syrie             | 3             | 0                 | 0                  | 3     |
| 2     | Yougoslavie       | 2             | 2                 | 0                  | 4     |
| 3     | France            | 2             | 1                 | 1                  | 4     |
| 4     | Algérie           | 2             | 0                 | 1                  | 3     |
| 5     | Maroc             | 1             | 2                 | 3                  | 6     |
| 6     | Grèce             | 1             | 1                 | 4                  | 6     |
| 7     | Turquie           | 1             | 1                 | 2                  | 4     |
| 8     | Italie            | 0             | 2                 | 4                  | 6     |
| 9     | Égypte            | 0             | 2                 | 3                  | 5     |
| 10    | Espagne           | 0             | 1                 | 4                  | 5     |
| 11    | Tunisie           | 0             | 0                 | 2                  | 2     |
| Total | 11 pays médaillés | 12            | 12                | 24                 | 24    |